# ČSD-Baureihe M 251.0
Die Baureihe M 251.0 waren vierachsige zweimotorige benzolmechanische Triebwagen für den gemischten Verkehr der einstigen Tschechoslowakischen Staatsbahnen (ČSD). Sie zählten zu den ersten Typen zweimotoriger Triebwagen mit mechanischer Kraftübertragung.

## Geschichte und Einsatz
1929 wurden zwei weitere Motorwagen mit zweimotorigem Antrieb von Tatra Kopřivnice an die ČSD geliefert. Sie wurden als Reihe M 251.0 bezeichnet und waren vom Aufbau her ähnlich der Baureihe M 220.3. So hatten sie das mechanische Getriebe der Bauart Winterthur und die Antriebseinheit von Tatra. Lediglich das Übersetzungsverhältnis wurde geändert.
Beide Wagen liefen nach 1938 weiter, weil sie im Raum Košice stationiert waren. 1939 wurden sie an die Magyar Államvasutak (MÁV) weitergegeben, wo sie durch die Weiterverwendung seit 1941 als Szekely-Triebwagenzug bekannt geworden sind.
Von den zweimotorigen Triebwagen von Tatra wurden in einem Zeitraum von drei Jahren sechs unterschiedliche Typen mit einer geringen Stückzahl von maximal drei Fahrzeugen gebaut. Die Motorleistung war gegenüber einem einmotorigen Fahrzeug der Baureihe (M 220.1) relativ gering, wodurch sich keine betrieblichen Vorteile ergaben. Die Geschwindigkeit war bis auf dem M 251.0 und M 251.1 nicht höher als bei den Lokalbahntriebwagen.
Als um 1938 leistungsfähige Motoren zur Verfügung standen, wäre die Möglichkeit gegeben, mit dieser Bauart leichtere Fahrzeuge als die ČSD-Baureihe M 274.0 mit gleicher Leistung zu beschaffen (siehe M 260.0). Es wurden jedoch keine weiteren Triebwagen beschafft.

## Technische Merkmale
Angetrieben wurden die Fahrzeuge von zwei Sechszylinder-Viertakt-Benzinmotoren von Tatra. Die Motoren waren dieselben wie bei der Baureihe M 220.3. Für die mechanische Kraftübertragung wurde das mechanische Getriebe der Bauart Winterthur verwendet. Dieses Getriebe war viergängig und hatte nur eine Eingangs- und eine Ausgangswelle.
Beim Getriebe wurde gegenüber der Baureihe M 220.3 lediglich das Übersetzungsverhältnis auf die Antriebsachse verändert.
Der Wagenkasten hingegen wurde mit geringen Änderungen vom M 221.2 übernommen. Der Unterschied bestand darin, dass er ein Gepäckabteil und dafür weniger Abteile für die Reisenden hatte. Die Sitzteilung betrug 2+2.